# Solosuchiapa
Solosuchiapa est une municipalité du Chiapas, au Mexique. Elle couvre une superficie de 362,7 km2 et compte 8 082 habitants en 2015.